# كلاسيكية
تشير الكلاسيكية أو الاتباعية في الفنون إلى الحِقْبة الكلاسيكية، الكلاسيكية القديمة في التقليد الغربي، بصفتها الإطار المعياري للذوق الذي سعى الكلاسيكيون إلى محاكاته. في شكلها الأكثر نقاءً، تُعتبر الكلاسيكية اتجاهاً جمالياً قائماً على المبادئ المترسخة في الثقافة والفن والأدب لدى الإغريق والرومان القدامى، بالإضافة إلى تركيز أصحابها على بساطة الشكل والاتساق ووضوح البنيان والمثالية والحركة المقيدة، وجذب المشاهد عن طريق جعل العمل صريحاً وجلياً. يسعى الفن الكلاسيكي لأخذ شكل رسمي ومقيد: مثلما لاحظ المؤرخ السير كينيث كلارك بخصوص تمثال ديسكوبولوس، فقال
| كلاسيكية | إذا اعترضنا على وضعيته المقيدة وتعابيره، فنحن نعترض ببساطة على كلاسيكية الفن الكلاسيكي. التركيز العنيف أو التسارع المفاجئ لإيقاع الحركة قد يدمر خصال التوازن والكمال تلك، والتي أبقت العمل حتى قرننا هذا في موقع متميز ضمن قائمة الأعمال الصورية البصرية | كلاسيكية |

تفرض الكلاسيكية، وفقاً لكلارك، مرجعية من الأشكال المثالية المقبولة على نطاق واسع، سواءً في المرجعية الأدبية الغربية التي كان يدرسها في كتابه العاري (1956)، أو كلاسيكيات الأدب الصيني أو الفن الصيني، حيث نجد أن إحياء الأساليب الكلاسيكية واحدٌ من السمات المتكررة.
الكلاسيكية قوة غالباً ما كانت حاضرة في الثقافة الأوروبية خلال العصور ما بعد الوسطى، أو الثقافات الأخرى المتأثرة بالثقافة الأوروبية. لكن في المقابل، كانت بعض الفترات التاريخية أكثر ارتباطاً بالقيم الكلاسيكية من غيرها، تحديداً عصر التنوير، عندما كانت الكلاسيكية الجديدة حركة شديدة الأهمية في الفنون البصرية.

## مصطلح عام
الكلاسيكية هي نوع خاص من الفلسفة، تعبّر عن نفسها من خلال الأدب والعمارة والفن والموسيقى، وتعود أصولها إلى بلاد الإغريق والرومان القديمتين، وتركز بشكل أكبر على المجتمع. جاء التعبير الأوضح عن الكلاسيكية من خلال الكلاسيكية الجديدة التي برزت في عصر التنوير.
كانت الكلاسيكية عبارة عن نزعة متكررة في العصور القديمة المتأخرة، وبرزت عدة حركات إحياء في الفنين الكارولنجي والأتوني. هناك حركة إحياء أخرى أكثر ثباتًا وقعت في عصر النهضة الإيطالية جراء سقوط بيزنطة ونشوء التجارة بين العالم الأوروبي والإسلامي، الأخير الذي جلب لأوروبا دفقًا من المعرفة حول أوروبا القديمة، تلك المعرفة التي استمدها العرب أساساً من أوروبا القديمة. حتى تلك الفترة، اعتُبرت الفترة الكلاسيكية القديمة جزءًا من تاريخ المسيحية المستمر الذي ابتدأ بتحول الإمبراطور الروماني قسطنطين الأول إلى المسيحية. أدخلت كلاسيكية عصر النهضة مجموعةً من العناصر إلى الثقافة الأوروبية، مثل تطبيق الحساب والفلسفة التجريبية في الفنون والإنسانية والواقعية الفنية والفلسفة الشكلية. والأهم من ذلك أن الكلاسيكية طرحت أيضًا فكرة تعدد الآلهة، أو «الوثنية»، والمقاربة بين القديم والحديث.
أدت الكلاسيكية في عصر النهضة إلى استيعابٍ مختلف لما كان يُصنف «كلاسيكيًا» في القرنين السادس عشر والسابع عشر. في تلك الفترة، تبنت الكلاسيكية معانٍ إضافية بنيوية مثل الانتظام وقابلية التنبؤ واستخدام الجغرافيا والشبكات وأهمية التربية الصارمة والبيداغوجيا، بالإضافة إلى إنشاء مدارس الفن والموسيقا. اعتُبر بلاط الملك لويس الرابع عشر مركز هذا النوع من الكلاسيكية، تحديدًا في إشارة الكلاسيكية إلى آلهة جبل أوليمبوس باعتبارها رمزًا للدكتاتورية، والتزامها –أي الكلاسيكية– بالمنطق البديهي والاستنتاجي، وحبها للنظام وقابلية التنبؤ.
شهدت تلك الفترة محاولة إحياء أشكال الفنون الكلاسيكية، مثل الدراما والموسيقا الإغريقيتين. شهدت الأوبرا، في شكلها الأوروبي الحديث، محاولات عديدة لإعادة خلق مزيجٍ من الغناء والرقص مع المسرح باعتباره قاعدة الفن الإغريقي. من أشهر الأمثلة عن محاولات محاكاة الكلاسيكية نجد: دانتي وبترارك وشيكسبير في الشعر والمسرح. صيغت الدراما، في عصر آل تودور تحديدًا، بناءً على المثل الكلاسيكية، وقُسمت الأعمال الدرامية إلى تراجيدية وكوميدية. أصبحت دراسة اليونان القديمة أمرًا ضروريًا للحصول على معرفة شاملة في مجال الفنون المتحررة.

## أصل الكلاسيكية

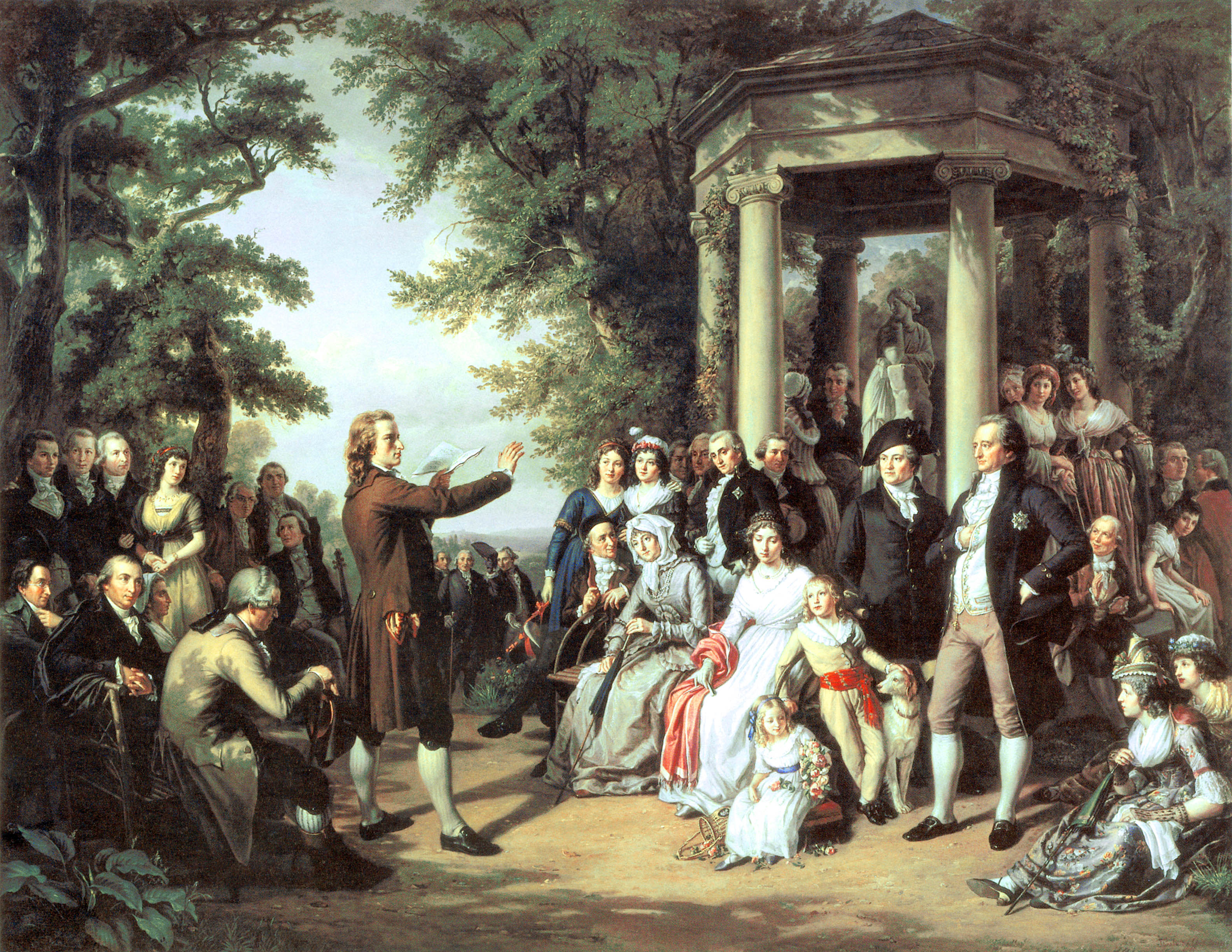
جوته وشيللر في فايمار

يعد الكاتب اللاتيني أولوس جيليوس هو أول من استعمل لفظ الكلاسيكية على أنه اصطلاح مضاد للكتابة الشعبية، في القرن الثاني الميلادي.
وتعد مدرسة الإسكندرية القديمة أصدق مثال على الكلاسيكية التقليدية، التي تنحصر في تقليد وبلورة ما أنجزه القدماء وخاصة الإغريق دون محاولة الابتكار والإبداع.
وأول من طور الكلاسيكية الكاتب الإيطالي بوكاتشيو 1313-1375م فألغى الهوة بين الكتابة الأرستقراطية والكتابة الشعبية، وتعود له أصول اللغة الإيطالية المعاصرة.
كما أن رائد المدرسة الإنكليزية شكسبير 1564-1616م طور الكلاسيكية في عصره، ووجه الأذهان إلى الأدب الإيطالي في العصور الوسطى ومطالع عصر النهضة.
أما المذهب الكلاسيكي الحديث في الغرب، فإن المدرسة الفرنسية هي التي أسسته على يد الناقد الفرنسي نيكولا بوالو 1636 – 1711م في كتابه الشهير فن الأدب الذي ألفه عام 1674م. حيث قنن قواعد الكلاسيكية وأبرزها للوجود من جديد، ولذا يعد مُنظر المذهب الكلاسيكي الفرنسي الذي يحظى باعتراف الجميع.

## من أبرز شخصيات المذهب الكلاسيكي في أوروبا بعد بوالو
الشاعر الإنكليزي جون أولدهام 1653 – 1773م وهو ناقد أدبي ومن المؤيدين للكلاسيكية.
الناقد الألماني جوتشهيد 1700 – 1766م الذي ألف كتاب فن الشعر ونقده.
الأديب الفرنسي راسين 1639 – 1699م وأشهر مسرحياته فيدرا والإسكندر.
الأديب كورني 1606 – 1784م وأشهر مسرحياته السيد – أوديب.
الأديب موليير 1622 – 1673م وأشهر مسرحياته البخيل – طرطوف.
الأديب لافونتين 1621 – 1695م الذي اشتهر بالقصص الشعرية وقد تأثر به أحمد شوقي في مسرحياته.
قوم المذهب الكلاسيكي الحديث، الذي أنشأته المدرسة الفرنسية مؤسسة المذهب على الأفكار والمبادئ التالية:
تقليد الأدب اليوناني والروماني في تطبيق القواعد الأدبية والنقدية وخاصة القواعد الأرسطية في الكتابين الشهيرين: فن الشعر وفن الخطابة لأرسطو.
- العقل (*) هو الأساس والمعيار لفلسفة الجمال في الأدب، وهو الذي يحدد الرسالة الاجتماعية للأديب والشاعر، وهو الذي يوحد بين المتعة والمنفعة.
- الأدب للصفوة المثقفة الموسرة وليس لسواد الشعب، لأن أهل هذه الصفوة هم أعرف بالفن والجمال، فالجمال الشعري خاصة لا تراه كل العيون.
- الاهتمام بالشكل وبالأسلوب وما يتبعه من فصاحة وجمال وتعبير.
- تكمن قيمة العمل الأدبي في تحليله للنفس البشرية والكشف عن أسرارها بأسلوب بارع ودقيق وموضوعي، بصرف النظر عما في هذه النفس من خير أو شر.
- غاية الأدب هو الفائدة الخلقية من خلال المتعة الفنية، وهذا يتطلب التعلم والصنعة، ويعتمد عليها أكثر مما يعتمد على الإلهام والموهبة.
ارتبط المذهب (*) الكلاسيكي بالنظرة اليونانية الوثنية، وحمل كل تصوراتها وأفكارها وأخلاقها وعاداتها وتقاليدها.
والأدب اليوناني ارتبط بالوثنية (*) في جميع الأجناس الأدبية من نقد أدبي وأسطورة إلى شعر ومسرح.
ثم جاء الرومان واقتبسوا جميع القيم الأدبية اليونانية وما تحويه عن عقائد وأفكار وثنية.
وجاءت المسيحة وحاربت هذه القيم باعتبارها قيماً وثنية، وحاولت أن تصبغ الأدب في عصرها بالطابع المسيحي، وتستمد قيمها من الإنجيل (*) إلا أنها فشلت، وذلك لقوة الأصول اليونانية.
وبعد القرن الثالث عشر الميلادي ظهرت في إيطاليا بداية حركة إحياء للآداب اليونانية القديمة، وذلك بعد اطلاع النقاد والأدباء على كتب أرسطو في أصولها اليونانية وترجماتها العربية، التي نقلت عن طريق الأندلس وصقلية وبلاد الشام بعد الحروب الصليبية.
وازدهر المذهب الكلاسيكي في الأدب والنقد بعد القرن السادس عشر والسابع عشر الميلادي.

## المدرسة الكلاسيكية في الرسم
بدأت في أوروبا من أواسط القرن 18 حتى منتصف القرن 19، واتجهت المدرسة الكلاسيكية إلى الأخذ بالقوانين اليونانية الصارمة، التي يجب أن يلتزم بها كل الفنانين، وهي القيم الذهبية التي نادى بها افلاطون. كانت هذه القيم تشمل التناسق والتوازن والجمال والاعتدال والبعد عن التعبير عن العواطف العنيفة الجامحة. تفترض المدرسة الكلاسيكية أن هناك «مثل أعلى» للجمال والفن يجب أن يتبعه الفنان.
ازدهرت هذه المدرسة في أوروبا من منتصف القرن الثامن عشر حتى منتصف القرن التاسع عشر وهي تقريبا نفس الفترة التي ازدهرت فيها المدرسة الكلاسيكية في الآداب.
وقد كان من أسباب اعتناق الفنانين لهذا الفن أنه كان لهم رغبة حقيقية في بعث تراث أسلافهم الرومان والإغريق

### من خواص المدرسة الكلاسيكية
1. في التصوير هناك قصة أو موضوع.
2. لا بد أن يكون للقصة هدف نبيل أو موضوع أخلاقي.
3. الأشخاص في اللوحة الكلاسيكية كأنهم يمثلون على المسرح.
4. دقة الخط أو الرسم.
5. وجود الظل والنور في الرسم.
6. الملابس تكون كالرومانية القديمة أو أجساد عارية.

### من رواد المدرسة الكلاسيكية الجديدة
1. جوهان وينكل مان «السبب في انتشار المدرسة الكلاسيكية».
2. جاك لويس ديفيد «مصور الثورة الفرنسية الرسمي وعضو في اللجنة التي حكمت على لويس السادس عشر بالإعدام رسم موضوعات تاريخية ووطنية ومن أعماله قسم الإخوة هوراس وبروتس يتلقى نبأ وفاة أبنائه»
3. جوان اوجست اينجر أكبر المؤيدين لهذه المدرسة ويعارض كل حركة تجديد.

## الكلاسيكية الحديثة
تطورت الكلاسيكية في الوقت الحاضر إلى ما أطلق عليه النقاد (النيوكلاسيكية) أو الكلاسيكية الحديثة، والتي حاولت أن تنظر إلى الأمور نظرة تجمع بين الموضوعية الجامدة للكلاسيكية القديمة والذاتية المتطرفة للرومانسية الجديدة. وقد بدأت هذه المدرسة في الظهور على يد كل من ت. س. اليوت الكاتب والأديب الأمريكي، وأ. أ. ريتشاردز وغيرهم من النقاد المعاصرين.
تعد فرنسا البلد الأم لأكثر المذاهب الأدبية والفكرية في أوروبا، ومنها المذهب الكلاسيكي، وفرنسا – كما رأينا – هي التي قننت المذهب ووضعت له الأسس والقواعد النابعة من الأصول اليونانية.
● ثم انتشر المذهب في إيطاليا وبريطانيا وألمانيا.. على يد كبار الأدباء مثل بوكاتشيو وشكسبير.
أن الكلاسيكية مذهب أدبي يقول عنه أتباعه إنه يبلور المثل الإنسانية الثابتة كالحق والخير والجمال، ويهدف إلى العناية بأسلوب الكتابة وفصاحة اللغة وربط الأدب بالمبادئ الأخلاقية، ويعتبر شكسبير رائد المدرسة الكلاسيكية في عصره، ولكن المذهب الكلاسيكي الحديث ينسب إلى المدرسة الفرنسية، حيث تبناه الناقد الفرنسي نيكولا بوالو 1636 – 1711م في كتابه الشهير علم الأدب. ويقوم المذهب الكلاسيكي الحديث على أفكار هامة منها، تقليد الأدب اليوناني والروماني من بعض الاتجاهات، واعتبار العقل (*) هو الأساس والمعيار لفلسفة الجمال في الأدب، فضلاً عن جعل الأدب للصفوة المثقفة الموسرة وليس لسواد الشعب مع الاهتمام بالشكل والأسلوب وما يستتبع ذلك من جمال التعبير، على نحو تتحقق معه فكرة تحليل النفس البشرية والكشف عن أسرارها بأسلوب بارع ودقيق وموضوعي.
● ومن أهم الجوانب التي تستحق التعليق في الكلاسيكية أنها تعلي من قدر الأدبين اليوناني والروماني مع ارتباطهما بالتصورات الوثنية، ورغم ما فيهما من تصوير بارع للعواطف الإنسانية فإن اهتماماتهما توجه بالدرجة الأولى إلى الطبقات العليا من المجتمع وربما استتبع ذلك الانصراف عن الاهتمام بالمشكلات الاجتماعية والسياسية.